# Zlatar Bistrica
 Zlatar Bistrica falu és község Horvátországban, Krapina-Zagorje megyében. Közigazgatásilag Ervenik Zlatarski, Lipovec, Lovrečan, Opasanjek és Veleškovec települések tartoznak hozzá.

## Fekvése
Zágrábtól 30 km-re északkeletre a Horvát Zagorje közepén a Korpona partján fekszik.

## Története
A mai Zlatar Bistrica helyén 1912-ig három kis falu, Gornji Brestovec, Donji Brestovec és Grančari álltak. Ezeknek 1857-ben 347, 1910-ben 876 lakosa volt. Trianonig Varasd vármegye Zlatari járásához tartozott. Amikor a Varasd és Zágráb közötti vasúti pálya 1911-ben megépült Zlatar és Máriabeszterce között is építettek egy vasútállomást, melyet a két szomszédos település nevéből Zlatar Bistricának neveztek el. A mai település tulajdonképpen a vasútállomás körül épült ki. Első iskolája 1927-ben egy családi házban nyílt meg. Amikor a lakosság száma meghaladta a kétezer főt, megalapították a községet. 1962-től Zlatar Bistrica Horvátország legnagyobb községe lett több mint 33 000 lakossal, mely magában foglalta a mai Budinščina, Hraščina, Konjščina, Lobor, Mihovljan, Zlatar és Zlatar Bistrica községek területét. 1991-ben a községeket újraszervezték, ekkor alakult ki a mai közigazgatás szerkezete. Plébániáját 1994-ben alapították.
2001-ben a községnek összesen 2830, a falunak magának 1592 lakosa volt. Ma több kis és közepes vállalkozás mellett egy nagyobb vállalat is működik a településen. Fa és húsfeldolgozás, elektronikai gépgyártás folyik itt. A kulturális élet legnagyobb képviselője a „Kaj” kulturális egyesület.

## Nevezetességei
- Keresztelő Szent János tiszteletére szentelt modern plébániatemploma 1997-ben épült.
- A Kállay család graničari kúriája.

## Külső hivatkozások
- Hivatalos oldal
- A plébánia honlapja
- Az alapiskola honlapja